# Gezondheids- en welzijnswet voor dieren
Gezondheids- en welzijnswet voor dieren (GWWD) was een Nederlandse wet uit 1992, die betrekking heeft op de belangen en bescherming van dieren.

## Voorgeschiedenis
Bij de eerste wet die dieren beschermde, was het dier niet belangrijk. In 1886 werd in het Wetboek van Strafrecht mishandeling van een dier strafbaar gesteld. De reden hier voor was dat de 'zedelijke gevoelens' van mensen die de mishandeling moesten aanzien of aanhoren werden gekwetst. In 1961 werd die wet gewijzigd. Nu werd het strafbaar om een dier opzettelijk pijn te doen of te kwellen zonder redelijk doel of met overschrijding van het geen ter bereiking van zodanig doel toelaatbaar is. Als men verantwoordelijk was voor een dier en er niet goed voor zorgde, was men strafbaar. Deze regels waren echter erg ruim en vaag geformuleerd. Het was daardoor heel moeilijk om iemand op grond van deze wet te straffen.
Aan het eind van de jaren zestig wordt ook het welzijn van dieren belangrijk. Toen ontstond de intensieve veehouderij of: bio-industrie, waarbij heel veel dieren werden gehouden op weinig grond. Mensen gingen zich afvragen of dat wel zo goed was voor die dieren. Ze vonden dat dieren er niet alleen maar zijn voor het nut van de mens. Dieren hebben ook een eigen waarde. Dit wordt de intrinsieke waarde van het dier genoemd.

## Invoering
Om aantasting van dierenwelzijn zo klein mogelijk te maken, besloot het ministerie van Landbouw en Visserij (de voorloper van het ministerie van LNV welke in 2010 opging in het ministerie van Economische Zaken) een nieuwe wet te ontwerpen. Deze nieuwe wet werd in 1992 aangenomen, en heet: de Gezondheids- en welzijnswet voor dieren (GWWD). Uitgangspunt van deze wet is dat men geen handelingen met dieren mag verrichten, tenzij in de wet staat dat het wel mag (dit wordt het 'nee, tenzij'- principe genoemd). Dit in tegenstelling tot de vorige wetten, waarbij men bijna alles mocht doen, tenzij in de wet stond dat het niet mocht.
De GWWD geldt voor dieren die door mensen gehouden worden, dus:
- productiedieren,
- hobbydieren en
- gezelschapsdieren.

Voor in het wild levende dieren geldt wel het verbod uit de GWWD om de dieren zonder redelijk doel pijn of letsel toe te brengen. Verder is de Flora- en faunawet op deze dieren van toepassing. De min of meer in het wild levende grote grazers, die worden ingezet bij het beheer van natuurgebieden, vallen voor sommige aspecten onder de GWWD en voor andere onder de Flora- en faunawet.
De Gezondheids- en welzijnswet voor dieren is een 'kaderwet'. Dat betekent dat de wet een soort raamwerk geeft waarbinnen de uiteindelijke regels vastgesteld worden aan de hand van Algemene Maatregel van Bestuur (AmvB's) of Ministeriële regelingen. Het voordeel van een kaderwet is dat bij nieuwe ontwikkelingen de wet niet steeds hoeft te worden gewijzigd; er kan meteen op worden ingespeeld.

## Dierenmishandeling
Artikel 36 lid 1 van deze wet bevat een bepaling, die een bruikbare omschrijving geeft van wat veelal onder dierenmishandeling verstaan wordt:
"Het is verboden, om zonder redelijk doel of met overschrijding van hetgeen ter bereiking van zodanig doel toelaatbaar is, bij een dier pijn of letsel te veroorzaken, dan wel de gezondheid of het welzijn van een dier te benadelen".
Naast dit artikel bevat deze wet in Hoofdstuk III (artikelen 33 t/m 65) nog vele andere regels aangaande de zorg voor het welzijn van dieren, oftewel ter bestrijding van dierenmishandeling:

## Uitvoering door het ministerie
Tot 2010 werd de wet gehandhaafd door het ministerie van LNV, sinds 2010 is dit opgegaan in het Ministerie van Economische zaken.
De laatste jaren ligt de nadruk op andere instrumenten dan wet- en regelgeving, zoals voorlichtingscampagnes over dierenwelzijn, onderzoek en zelfregulering.

### Algemene regels
In de GWWD staan algemene regels die voor alle dieren gelden. In deze algemene regels staat onder andere dat het verboden is:
- bij een dier onnodig pijn of letsel te veroorzaken, of zijn gezondheid of welzijn aan te tasten
- een dier de nodige verzorging te onthouden
- ingrepen te plegen bij dieren (tenzij anders in de wet staat)
- dieren als prijs, beloning of gift uit te reiken.

Ook is iedereen verplicht een hulpbehoevend dier zorg te verlenen.
Verder zijn er regels voor bijvoorbeeld:
- de huisvesting van dieren (voor een aantal diersoorten)
- het slachten van dieren
- het vervoeren van dieren.
- het verplicht melden van dierziekten.

### Gehanteerde begrippen
Hoewel gezondheid en welzijn niet los van elkaar gezien kunnen worden, is het hier wel gedaan om de belangrijkste punten te belichten.

##### Gezondheid
Hierbij gaat het om de volgende zaken:
- voorkomen en bestrijden van dierziekten;
- de inrichting van bedrijven waarop dieren worden gehouden
- toevoegen van dieren aan bedrijven
- de wijze waarop dieren worden gehouden en hun huisvesting
- de hygiënische eisen
- de voedering, drenking, verzorging en behandeling van dieren
- het gebruik van sera, entstoffen, antibiotica en chemotherapeutische middelen
- de bestrijding van insecten, ratten en andere organismen die gevaarlijk zijn voor de gezondheid van andere dieren
- de bedrijfsbegeleiding door een dierenarts en de Stichting Gezondheidsdienst voor dieren.

Verder worden eisen gesteld aan markten, tentoonstellingen en slachthuizen en aan vervoer.

##### Welzijn
In de wet is bepaald dat:
- het verboden is bij een dier onnodig pijn of letsel te veroorzaken, of zijn gezondheid of welzijn aan te tasten. Zo is het bijvoorbeeld verboden koeien met een volle uier te vervoeren of een hond als trekdier in te zetten;
- het verboden is aan een dier de nodige verzorging te onthouden;
- het verboden is dieren van het ouderdier te scheiden voordat zij een bij wet vastgestelde leeftijd hebben bereikt
- het in beginsel verboden is lichamelijke ingrepen bij dieren uit te voeren, tenzij dit bij wet of AMvB wordt toegestaan.
- Toegestaan zijn bijvoorbeeld sterilisatie en castratie en ingrepen waarvoor diergeneeskundige noodzaak bestaat

Er worden tevens eisen gesteld aan de wijze waarop dieren mogen worden gedood, de situaties waarin en de personen door wie zij mogen worden gedood. Ook worden voorwaarden gesteld aan de slachterijen en aan de bedwelming. Deze bepaling is van groot belang voor het ritueel slachten.

##### Ja, mits-principe
Op een aantal plaatsen in de wet geldt het 'ja, mits-principe' in plaats van het 'nee, tenzij-principe'. Dat mits houdt een aantal strikte voorwaarden in, zoals:
- aan de huisvesting van dieren kunnen voorwaarden worden gesteld aan onder andere de afmetingen, materialen, faciliteiten, verlichting, verwarming en luchtverversing
- aan het fokken met dieren
- aan het verkopen, verhuren of verloten van dieren. Het is verboden dieren als prijs, beloning of gift uit te reiken
- aan het vervoeren van dieren. Daarbij worden onder andere voorwaarden gesteld aan het vervoermiddel, het aantal dieren per vervoermiddel, het in- en uitladen, de duur en afstand van het vervoer en de gesteldheid van de dieren
- aan het gebruik van dieren bij wedstrijden. Hieronder valt het verbod op dierengevechten. Voor het gebruik van dieren bij wedstrijden kunnen bij AMvB regels worden gesteld voor onder andere de leeftijd en gezondheid van het dier, de aard van de wedstrijden, het gebruik van stimulerende middelen en geneesmiddelen en de aanwezigheid van een dierenarts.

## Uitvoering door het ministerie LNV en gemeenten

### Bestrijding besmettelijke dierziekten
Als de Minister besluit tot bestrijding van een besmettelijke dierziekte wordt dit de
burgemeester(s)van de betrokken gemeente(n) meegedeeld. De gemeenten helpen het ministerie bij het plaatsen en verwijderen van waarschuwingsborden en kentekenen.

### Aanwijzen en doden van verboden dieren
De Minister kan inwoners verbieden een agressieve diersoort, die een gevaar kunnen opleveren voor de veiligheid van mens of dier, voorhanden te hebben, te fokken, in Nederland te brengen, te koop aan te bieden of te verkopen. De burgemeester van de gemeente die een verboden dier aantreft kan besluiten dat het naar een aangewezen plaats wordt vervoerd en aldaar gedood. Het doden mag pas zes weken nadat dit besluit aan de houder van het dier is bekendgemaakt. De houder kan een verzoek om voorlopige voorziening bij de voorzieningenrechter van de Rechtbank indienen om het dier niet te doden.
　

## Uitvoering door gemeenten

### Regels voor destructie
Gemeenten stellen voor de vernietiging van dode gezelschapsdieren een verordening vast die regels geeft voor :
- het aangeven en bewaren door de eigenaar of houder van dode gezelschapsdieren
- het ophalen van dode gezelschapsdieren
- het overdragen van dode gezelschapsdieren aan een ondernemer die een overeenkomst heeft met de gemeente om overgedragen gezelschapsdieren te vernietigen.

Er zijn uitzonderingen waarbij de eigenaar of houder zelf zijn dieren mag begraven of cremeren.
Het ministerie van LNV wijst de ondernemer aan.

## Kosten en middelen
Het ministerie LNV heeft in 2010 € 73 miljoen geraamd voor het onderwerp Voedselkwaliteit en diergezondheid waarvan 20% voor het Handhaven diergezondheidsniveau, 27% voor het Bevorderen van kwalitatief hoogwaardig voedselaanbod en consumptiepatroon en 53% apparaatuitgaven.
Het ministerie LNV bepaalt de tarieven voor destructie (zie link hieronder)